# NGC 4170
NGC 4170 — галактика в созвездии Волос Вероники. Открыта Генрихом Луи Д'Арре в 1864 году.
Ранее считалось, что галактика относится к группе HCG 61, но выяснилось, что она находится ближе других галактик группы и лишь проецируется на неё на небе. Она удалена на 8 Мпк и имеет звёздную массу 3⋅108 M⊙. Скорее всего, галактика не имеет толстого пылевого диска. 
Этот объект входит в число перечисленных в оригинальной редакции «Нового общего каталога». Согласно базе данных SIMBAD, имеет три обозначения в этом каталоге: NGC 4170, NGC 4171 и NGC 4173.